# Championnat du monde féminin de curling 1993
Navigation
Édition précédente Édition suivante
Le Championnat du monde féminin de curling 1993, quinzième édition des championnats du monde de curling, a eu lieu du 28 mars au 4 avril 1993 à la patinoire des Vernets, à Genève, en Suisse. Il est remporté par le Canada.